# Tommaso Susanna
Tommaso Susanna (Catanzaro, 1754 – ...) è stato un militare e politico italiano.
Ministro della Guerra della Repubblica Napoletana del 1799.

## Biografia
Figlio di Rocco Susanna, e descritto come di "statura piedi 5, e pulgata una, capello biondo, calvo all'occipite, ciglio biondo, occhio celeste, naso profilato, e pieno, barba bianca, e piena, due grossi segni al labbro dritto, e sinistro, fronte alto, ed ossuto.", fu allievo della Reale Accademia Militare della Nunziatella di Napoli. 
Nel 1798, mentre ricopriva il grado di maggiore dell'Esercito delle Due Sicilie, fu nominato comandante interino della Nunziatella, in sostituzione del colonnello Giuseppe Parisi, il quale mosse verso Gaeta per contrastare le truppe francesi.
Insieme con altri ex allievi e professori dell'istituto, tra cui Leopoldo De Renzis, lontano parente di Carlo Lauberg; Gabriele Manthoné, Pietro Colletta e Guglielmo Pepe, Susanna partecipò ai moti rivoluzionari che scossero il Regno delle Due Sicilie nel 1799. Una volta proclamata la Repubblica, assunse l'incarico di Ministro della guerra. In seguito alla vittoria dell'Esercito della Santa Fede, comandato dal cardinale Fabrizio Ruffo, Susanna fu processato e condannato a tre anni di esilio a Marsiglia in Francia, dove arrivò nel 1800.
Con la riconquista del Regno nel 1805 da parte dei francesi, Susanna fu nominato da Giuseppe Bonaparte, con decreto del 13 agosto 1806, Intendente di Basilicata e si insediò a Potenza, presso la sede provvisoria di Palazzo Loffredo, il 18 settembre 1806.